# Itacurubí de la Cordillera
Itacurubí de la Cordillera é uma cidade do Paraguai, Departamento Cordillera.

## Transporte
O município de Itacurubí de la Cordillera é servido pelas seguintes rodovias:
- Caminho em terra ligando a cidade ao município de Isla Pucú
- Caminho em pavimento ligando a cidade ao município de Mbocayaty del Yhaguy
- Ruta 02, que liga o município de Coronel Oviedo (Departamento de Caaguazú) a Assunção
- Caminho em pavimento ligando a cidade ao município de Piribebuy
- Caminho em pavimento ligando a cidade ao município de Valenzuela[1][2][3]